# Hamnbild
Hamnbild – utsikt från ateljén mot Stadsgårdskajen är en oljemålning av den svenska konstnären Sigrid Hjertén. Den målades 1914 och är signerad "Hjertén".
Målningen utfördes i ateljén som konstnären delade med maken Isaac Grünewald på Katarinavägen 19 på Södermalm i Stockholm. Från en hög utgångspunkt kunde hon blicka ut över båtarna i Stockholms ström och lyftkranarna på Stadsgårdskajen i Gamla stan. De skildrade båda utsikten från ateljén i flera verk, till exempel Hjerténs Utsikt över Slussen (1919) och Grünewalds Lyftkranen (1915).
Båda konstnärerna var starkt påverkade av de modernistiska strömningarna som rådde i Paris där de studerat för Henri Matisse 1908–1911. Deras uttrycksfulla stil kännetecknas av dramatiserade motiv, starka färgval, sensuella former och markerade linjer. 
Hamnbild såldes för 12,75 miljoner kronor på Uppsala auktionskammare i maj 2024 vilket är en rekordsumma för ett verk av Hjertén.